# Palazzo Reale (Ischia)
Der Palazzo Reale ist ein Palast aus dem 18. Jahrhundert in der Ortschaft Ischia auf der Insel Ischia in der italienischen Provinz Kampanien. Er liegt in der Piazza Antica Reggia und war eine königliche Residenz der Familie Bourbon-Sizilien.

## Geschichte
Das Gebäude wurde 1735 im Auftrag des ersten Eigentümers, des Amtsarztes Francesco Buonocore, errichtet und wurde schnell zur bevorzugten Erholungseinrichtung der Adligen.
Nach der Revolution von 1799 kaufte die königliche Familie den Palast. Insbesondere Ferdinand I., König von Neapel und später Beider Sizilien, nutzte ihn, hauptsächlich als Schloss für die Jagd und zum Fischen im alten Lago di Bagno. Dieser See wurde später durch Öffnung zum Meer an der Nordseite in den Hafen umgewandelt, und zwar im Auftrag von König Ferdinand II., der auch mit dem Bau der Antiche Terme Comunali beginnen ließ. Letztere wurden geschaffen, um das Wasser der drei Quellen von Pontana, Fornello und Fontana zu nutzen.
Ebenfalls auf Geheiß von Ferdinand II. ließ der Hofbotaniker Giovanni Gussone die Lavafläche, die durch den Ausbruch des Arso-Kraters entstanden war, mit einer wunderschönen und üppigen Pinienwald bedecken. In diesem Zuge vergrößerte Gussone auch den Garten des königlichen Palastes, in dem er Platanen, Eichen, Lorbeerbäume und Eukalypten pflanzen ließ, die aus dem botanischen Garten von Neapel stammten. Die Architektur des Gartens wurde schließlich durch falsche Grotten, die mit Vulkanschaumgestein verkleidet wurden, und durch einen geschickten, dekorativen Einsatz von Zitrusbäumen komplettiert und verschönert. Mit dem Fall der Bourbonen verfiel der Palast zunächst, bis man 1865 daran dachte, ihn in ein Spa für Militärpersonal umzuwandeln.
Eine kurze Zeit beherbergte das Gebäude nach dem Erdbeben von 1883, das die Gemeinde Casamicciola Terme an der Nordseite der Insel hart traf, die Wetterstation und Erdbebenwarte. Heute sind dort Thermalanlagen für das Militär untergebracht.